# 弗朗西斯科·德·皮納
弗朗西斯科·德·皮納（葡萄牙語：Francisco de Pina，發音：[fɾɐ̃ˈsiʃku ðɨ ˈpinɐ]；1585年—1625年12月15日），葡萄牙耶穌會翻譯者、傳教士和神父。他於1617年到達越南，創造了第一份越南語的拉丁化文字，爲現代越南語字母（越南國語字）奠定了基礎。

## 生平
弗朗西斯科·德·皮納出生於葡萄牙瓜達，1605年加入耶穌會。1611年至1617年，他在澳門聖保祿學院學習期間，接觸到了陸若漢的著作。後者是一位葡萄牙耶穌會士，率先使用葡萄牙語的語音將日語轉寫爲了拉丁字母。陸若漢在完成自己最著名的日語語法著作《Arte da Lingoa de Iapam》的6年後，於1614年從日本來到澳門。據說，皮納在抵達越南後就是使用這種方法來記錄越南語的。

### 在越南的活動
1617年，皮納到達內路（越南中部和南部一帶），他成爲了第一位精通越南語的天主教傳教士，可以直接使用越南語來講道。他經常批評當時的神職人員沒有掌握當地語言，無法實現傳播福音的目的。皮納開始使用拉丁字母轉寫越南語（現在被稱爲國語字），他還幫助亞歷山大德羅學習了越南語。羅蘭·雅克（Roland Jacques）認爲皮納編著了一本越南語語法書，而歐諾菲·貝爾京（Honufer Bürgin）則根據該書編纂出了《東京語言入門》（Manuductio ad Linguam Tunkinensem）一書。不過，范氏嬌璃認爲皮納並沒有完成語法書，而《東京語言入門》的作者應該是菲利普斯·西賓（Philippus Sibin）。
皮納的教牧關懷範圍從會安（Faifo）延伸到歸仁（Pulucambi）。1625年12月15日，皮納在峴港試圖營救沈船上的旅客時溺水身亡。據傳，清沾營鎮（今廣南省奠磐市社奠豐社）地界內的福橋教堂內有皮納的墳墓。然而，這有可能並非是真實的，因爲根據當時的記載，皮納的遺體入殮和安葬在會安。

## 另見
- 越南國語字
- 越南天主教
- 羅馬化

### 引用
1. 1 2  Zwartjes 2011，第291-292頁.
2. 1 2  Jacques 2002.
3. ↑  Jacques 2002，第61-64頁.
4. ↑  Đỗ Quang Chính 1972，第22頁.
5. ↑  Baron & Borri 2006，第36頁.
6. ↑  Phạm Thị Kiều Ly 2019.
7. ↑  Jacques 2002，第27頁.
8. ↑  Trọng Thành 2020.
9. ↑  Nguyễn Thanh Quang & Võ Ðình Ðệ 2019.

### 來源
- Đỗ Quang Chính. . 西貢. 1972 （越南语）.
- Baron, Samuel; Borri, Christoforo. . Southeast Asia Program Publications. 2006. ISBN 978-0877277415 （英语）.
- Jacques, Roland. . 2002. ISBN 978-9748304779 （英语）.
- Zwartjes, Otto. . John Benjamins. 2011. ISBN 9789027246080.
- Trọng Thành. . 法国国际广播电台. 2020-01-22  [2022-06-04]. （原始内容存档于2021-12-29） （越南语）.
- Nguyễn Thanh Quang; Võ Ðình Ðệ. . Báo điện tử Bình Định. 2019-07-14  [2022-06-04]. （原始内容存档于2022-06-06） （越南语）.
- Phạm Thị Kiều Ly. . 越南研究期刊 (加州大學出版社). 2019-05-01, 14 (2): 68–92. doi:10.1525/vs.2019.14.2.68.